# Mountain View (Arkansas)
Mountain View és una població dels Estats Units a l'estat d'Arkansas. Segons el cens del 2000 tenia 2.876 habitants.

## Demografia
Segons el cens del 2000, Mountain View tenia 2.876 habitants, 1.287 habitatges, i 792 famílies. La densitat de població era de 162,8 habitants/km².
Dels 1.287 habitatges en un 23,8% hi vivien nens de menys de 18 anys, en un 50,7% hi vivien parelles casades, en un 9,2% dones solteres, i en un 38,4% no eren unitats familiars. En el 35,7% dels habitatges hi vivien persones soles el 19% de les quals corresponia a persones de 65 anys o més que vivien soles. El nombre mitjà de persones vivint en cada habitatge era de 2,13 i el nombre mitjà de persones que vivien en cada família era de 2,72.
Per edats la població es repartia de la següent manera: un 20,2% tenia menys de 18 anys, un 7,2% entre 18 i 24, un 20,7% entre 25 i 44, un 26,3% de 45 a 60 i un 25,7% 65 anys o més.
L'edat mediana era de 47 anys. Per cada 100 dones de 18 o més anys hi havia 80,3 homes.
La renda mediana per habitatge era de 19.302 $ i la renda mediana per família de 27.589 $. Els homes tenien una renda mediana de 20.000 $ mentre que les dones 16.790 $. La renda per capita de la població era de 17.375 $. Entorn del 10,2% de les famílies i el 17% de la població estaven per davall del llindar de pobresa.

## Poblacions més properes
El següent diagrama mostra les poblacions més properes.

## Personalitats
- Dick Powell. Actor, productor, director i cantant.